# Raciechowice (gmina)
Raciechowice est une gmina rurale du powiat de Myślenice, Petite-Pologne, dans le sud de la Pologne. Son siège est le village de Raciechowice, qui se situe environ 15 km à l'est de Myślenice et 28 km au sud-est de la capitale régionale Cracovie.
La gmina couvre une superficie de 60,97 km2 pour une population de 5 950 habitants.

## Géographie
La gmina inclut les villages de Bojańczyce, Czasław, Dąbie, Gruszów, Kawec, Komorniki, Krzesławice, Krzyworzeka, Kwapinka, Mierzeń, Poznachowice Górne, Raciechowice, Sawa, Zegartowice et Żerosławice.
La gmina borde les gminy de Dobczyce, Gdów, Jodłownik, Łapanów et Wiśniowa.